# Kala namak
Kala namak (hindsky काला नमक, doslova „černá sůl“) je druh halitu, který se těží v některých částech Himálaje. Vedle chloridu sodného obsahuje také greigit, který krystalům dodává šedou až černou barvu s fialovým nádechem. Vzhledem k sopečnému původu má sůl vysoký obsah železa a především síry, projevující se specifickým zápachem. Vyrábí se také uměle, obohacením obyčejné soli o potřebné minerály pomocí zahřívání s dřevěným uhlím a semínky rostliny Terminalia chebula.
V nerafinované a mleté podobě se tato sůl používá v indické kuchyni jako přísada do pokrmů jako je čatní nebo rajta. Vegani používají kala namak pro sirovodíkový odér jako náhradu vajec. Ájurvédská medicína doporučuje kala namak jako prostředek k ochlazování organismu, používá se také při zažívacích potížích. Má nižší obsah sodíku než obyčejná kuchyňská sůl, proto ji mohou používat i lidé s hypertenzí.